# Maarschalk Montgomeryplein
Het Maarschalk Montgomeryplein of Maarschalk Montgomery-rondpunt (Frans: Square Maréchal Montgomery) is een plein met een grote rotonde in de gemeente Sint-Pieters-Woluwe van het Brussels Hoofdstedelijk Gewest. Het ligt op de samenloop van de Tervurenlaan (N3), de Sint-Michielslaan en Brand Whitlocklaan op de Middenring (R21), en de Broquevillelaan. Onder het rondpunt lopen de Tervurentunnel en de Montgomerytunnel. Aan het plein ligt het metrostation Montgomery.
Het plein werd vernoemd naar Bernard Montgomery, de Britse maarschalk die de leiding had over de 21ste Legergroep van Britten en Canadezen die België bevrijdden aan het einde van de Tweede Wereldoorlog.

Op het plein staat sinds 1980 een bronzen standbeeld van Montgomery.

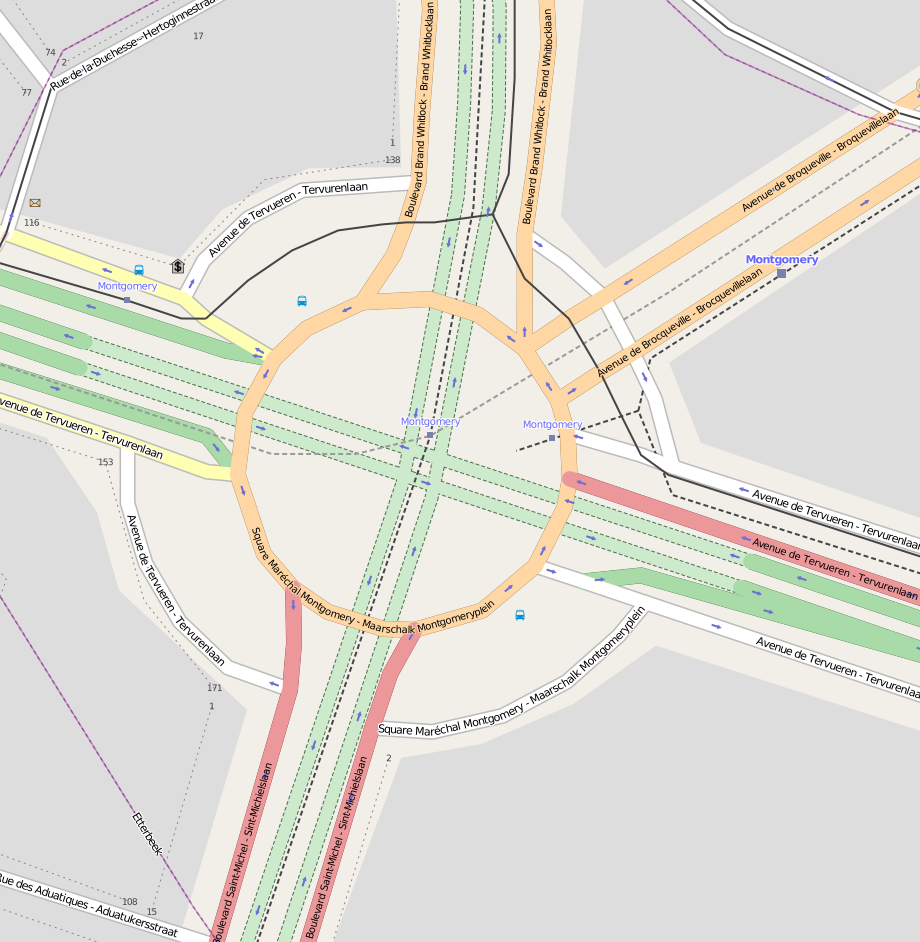
Situering van het Maarschalk Montgomeryplein

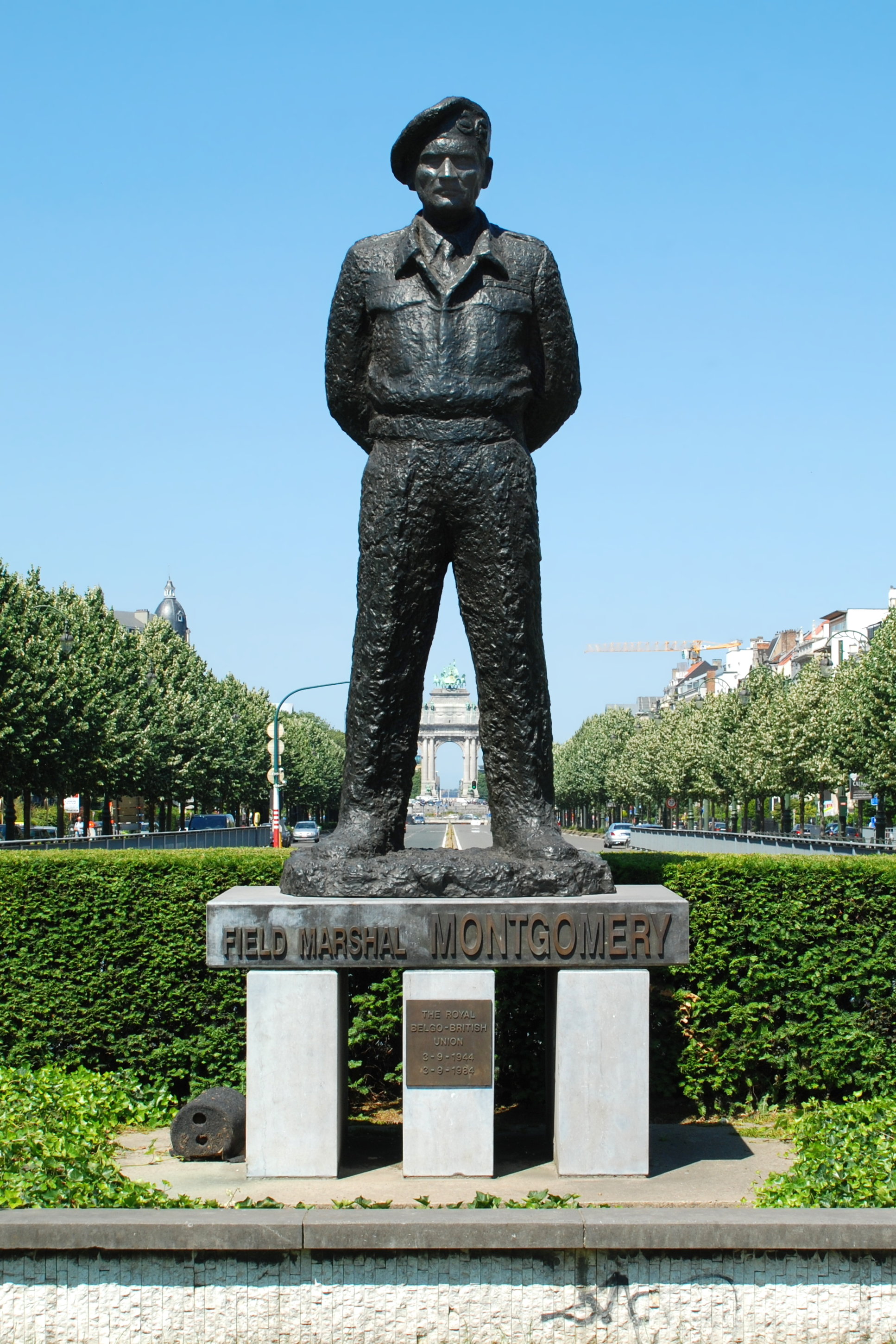
Standbeeld van Montgomery op het plein